# Alexandru Cuedan
Alexandru Cuedan (26 de setembre de 1910 - 9 de maig de 1976) fou un futbolista romanès. Va formar part de l'equip romanès a la Copa del Món de 1934.